# Hugo Pimentel
Hugo Pimentel (San Fernando, província de Buenos Aires, Argentina; 25 de janeiro de 1919 - Caracas, Venezuela;1 de junho de 1984) foi um ator argentino, estabelecido em Espanha.

## Carreira
Hugo Pimentel foi uma brilhante figura da cena nacional, cómico, imitador, parodista, ventrílocuo e actor de raça que acompanhou com o papel de galã a figuras da época dourada do cinema argentino da talha de Susana Campos, Golde Flami, Susana Canais, Norma Giménez,  Nuri Montsé e Lidia Denis, entre muitas outras. Filmou uns 25 filmes na Argentina.
Fez parte da Cruzada do Bom Humor e trabalhou  junto aos primeiros actores cómicos Pepe Arias e Pepe Marrone, entre outros. Em 1951 fez vários varietés em Rosario, Santa Fé. Também integrou  diversos tríos cómicos nos que contam Os três mosquiteros e Bertoldo, Bertolino e Cacaseno.
Fez rádio, teatro e televisão. Fez a novela Nós dois junto com Nélida Bilbao. Trabalhou em vários radioteatros e radionovelas de numerosas emissoras. Na década do '40 e '50 participou  no Teatro Palmolive do Ar, no episódio Revivendo a emoção do tango, junto com Queca Ferreiro, Meneca Norton, Américo Deita Machado, Ricardo Passano, entre outros. Em 1943 actuou por Rádio O Mundo no radioteatro O alma em flor de Carlos Schaefer Galo, junto com Rosa Rosen, Santiago Arrieta, Mangacha Gutiérrez, Martín Zabalúa e Hilda Bernard.
Também recitou poesias baixo a "Companhia Juvenil de Arte", num radioteatro titulado Revivendo a emoção dos mais belos poemas, junto com Delia Garcés, Alita Román, Pablo Lagarde, Queca Ferreiro, Mario Lugones, Pepe Ferreiro, Inés Edmonson e Elda Christie. Trabalhou em 1951 na obra cómica de três atos, Crispín, de Insausti e Malfatti,  estreada no Teatro Politeama Argentino. Aqui fez parte da "Companhia Argentina de Comédias Pepe Arias", junto  com  Beatriz Taibo, Hilda Rei, Ricardo Duggan, Ramón Garay e Ricardo Duggan.
Contínua sua carreira em Argentina até em 1956, ano em que se instala definitivamente em Espanha.
Desde 1964 até 1969 trabalhou fazendo uma dupla com Rafael Buono.
Hugo Pimentel faleceu aos 65 anos num hospital em Caracas, Venezuela, vítima de um cancro de pulmão.